# Neocytherideis impudicus
Neocytherideis impudicus is een mosselkreeftjessoort uit de familie van de Neocytherideididae. De wetenschappelijke naam van de soort is voor het eerst geldig gepubliceerd in 1998 door Whatley, Moguilevsky, Chadwick, Toy & Ramos.